# Liste der Nummer-eins-Hits in Australien (1979)
Diese Liste enthält alle Nummer-eins-Hits in Australien im Jahr 1979. Grundlage sind die Top 50 der australischen Charts der ARIA. Es gab in diesem Jahr 14 Nummer-eins-Singles und 13 Nummer-eins-Alben.

## Singles
| ← 1978 ← | Liste der Nummer-eins-Hits in Australien | Liste der Nummer-eins-Hits in Australien | Liste der Nummer-eins-Hits in Australien                                               | 1980 →                    |
| \| Zeitraum \| Wo. ges. \| Interpret \| Titel Autor(en) \| Zusätzliche Informationen \| \| (Zeitraum, Wochen auf Platz eins, Interpret, Titel, Autor[en], zusätzliche Informationen) \| \| \| \| \| \| ----------------------------------------------------------------------------------------- \| -------- \| ----------------- \| -------------------------------------------------------------------------------------- \| ------------------------- \| \| 25. Dezember 1978 – 28. Januar 1979 5 Wochen \| 5 \| Village People \| Y.M.C.A. Musik: Jacques Morali; Text: Henri Belolo \| – \| \| 29. Januar 1979 – 11. Februar 1979 2 Wochen \| 2 \| Rod Stewart \| Da Ya Think I’m Sexy? Carmine Appice \| – \| \| 12. Februar 1979 – 25. Februar 1979 2 Wochen \| 2 \| The Mojo Singers \| C’mon Aussie C’mon Allan Johnston, Alan Morris \| – \| \| 26. Februar 1979 – 1. April 1979 5 Wochen \| 5 \| Chic \| Le Freak Bernard Edwards, Nile Gregory Rodgers \| – \| \| 2. April 1979 – 6. Mai 1979 5 Wochen \| 5 \| Blondie \| Heart of Glass Deborah Harry, Christopher Stein \| – \| \| 7. Mai 1979 – 1. Juli 1979 8 Wochen \| 8 \| Racey \| Lay Your Love on Me Nicky Chinn, Mike Chapman \| – \| \| 2. Juli 1979 – 8. Juli 1979 1 Woche \| 1 \| Donna Summer \| Hot Stuff Peter Bellotte, Harold Faltermeier, Keith Forsey \| – \| \| 9. Juli 1979 – 26. August 1979 7 Wochen \| 7 \| M \| Pop Muzik Robin Edmond Scott \| – \| \| 27. August 1979 – 2. September 1979 1 Woche \| 1 \| Two-Man Band \| Up There Cazaly (Seven’s Footy Theme) Mike Brady \| – \| \| 3. September 1979 – 6. Oktober 1979 4 Wochen \| 4 \| The Knack \| My Sharona Douglas Lars Fieger, Berton Averre \| – \| \| 7. Oktober 1979 – 3. November 1979 4 Wochen \| 4 \| Patrick Hernandez \| Born to Be Alive Patrick Pierre Hernandez \| – \| \| 4. November 1979 – 25. November 1979 4 Wochen \| 4 \| The Boomtown Rats \| I Don’t Like Mondays Musik: Bob Geldof, Johnnie Fingers; Text: Bob Geldof \| – \| \| 26. November 1979 – 2. Dezember 1979 1 Woche \| 1 \| Mi-Sex \| Computer Games Musik: Murray Burns, Kevin Stanton; Text: Steve Gilpin, Kevin Stanton \| – \| \| 3. Dezember 1979 – 20. Januar 1980 7 Wochen \| 7 \| The Buggles \| Video Killed the Radio Star Geoffrey Downes, Trevor Charles Horn, Bruce Martin Woolley \| – \| |                                          |                                          |                                                                                        |                           |
| ← 1978 |                                          |                                          |                                                                                        | → 1980 →                  |
| Zeitraum | Wo. ges.                                 | Interpret                                | Titel Autor(en)                                                                        | Zusätzliche Informationen |
| (Zeitraum, Wochen auf Platz eins, Interpret, Titel, Autor[en], zusätzliche Informationen) |                                          |                                          |                                                                                        |                           |
| 25. Dezember 1978 – 28. Januar 1979 5 Wochen | 5                                        | Village People                           | Y.M.C.A. Musik: Jacques Morali; Text: Henri Belolo                                     | –                         |
| 29. Januar 1979 – 11. Februar 1979 2 Wochen | 2                                        | Rod Stewart                              | Da Ya Think I’m Sexy? Carmine Appice                                                   | –                         |
| 12. Februar 1979 – 25. Februar 1979 2 Wochen | 2                                        | The Mojo Singers                         | C’mon Aussie C’mon Allan Johnston, Alan Morris                                         | –                         |
| 26. Februar 1979 – 1. April 1979 5 Wochen | 5                                        | Chic                                     | Le Freak Bernard Edwards, Nile Gregory Rodgers                                         | –                         |
| 2. April 1979 – 6. Mai 1979 5 Wochen | 5                                        | Blondie                                  | Heart of Glass Deborah Harry, Christopher Stein                                        | –                         |
| 7. Mai 1979 – 1. Juli 1979 8 Wochen | 8                                        | Racey                                    | Lay Your Love on Me Nicky Chinn, Mike Chapman                                          | –                         |
| 2. Juli 1979 – 8. Juli 1979 1 Woche | 1                                        | Donna Summer                             | Hot Stuff Peter Bellotte, Harold Faltermeier, Keith Forsey                             | –                         |
| 9. Juli 1979 – 26. August 1979 7 Wochen | 7                                        | M                                        | Pop Muzik Robin Edmond Scott                                                           | –                         |
| 27. August 1979 – 2. September 1979 1 Woche | 1                                        | Two-Man Band                             | Up There Cazaly (Seven’s Footy Theme) Mike Brady                                       | –                         |
| 3. September 1979 – 6. Oktober 1979 4 Wochen | 4                                        | The Knack                                | My Sharona Douglas Lars Fieger, Berton Averre                                          | –                         |
| 7. Oktober 1979 – 3. November 1979 4 Wochen | 4                                        | Patrick Hernandez                        | Born to Be Alive Patrick Pierre Hernandez                                              | –                         |
| 4. November 1979 – 25. November 1979 4 Wochen | 4                                        | The Boomtown Rats                        | I Don’t Like Mondays Musik: Bob Geldof, Johnnie Fingers; Text: Bob Geldof              | –                         |
| 26. November 1979 – 2. Dezember 1979 1 Woche | 1                                        | Mi-Sex                                   | Computer Games Musik: Murray Burns, Kevin Stanton; Text: Steve Gilpin, Kevin Stanton   | –                         |
| 3. Dezember 1979 – 20. Januar 1980 7 Wochen | 7                                        | The Buggles                              | Video Killed the Radio Star Geoffrey Downes, Trevor Charles Horn, Bruce Martin Woolley | –                         |

## Alben
| ← 1978 ← | Liste der Nummer-eins-Hits in Australien | Liste der Nummer-eins-Hits in Australien | Liste der Nummer-eins-Hits in Australien | 1980 →                    |
| \| Zeitraum \| Wo. ges. \| Interpret \| Titel \| Zusätzliche Informationen \| \| (Zeitraum, Wochen auf Platz eins, Interpret, Titel, zusätzliche Informationen) \| \| \| \| \| \| ------------------------------------------------------------------------------ \| -------- \| ------------------------ \| -------------------------- \| ------------------------- \| \| 25. Dezember 1978 – 28. Januar 1979 5 Wochen \| 5 \| Billy Joel \| 52nd Street \| – \| \| 29. Januar 1979 – 11. März 1979 6 Wochen \| 6 \| Rod Stewart \| Blondes Have More Fun \| – \| \| 12. März 1979 – 15. April 1979 5 Wochen \| 5 \| Bee Gees \| Spirits Having Flown \| – \| \| 16. April 1979 – 27. Mai 1979 6 Wochen \| 6 \| Supertramp \| Breakfast in America \| – \| \| 28. Mai 1979 – 10. Juni 1979 2 Wochen \| 2 \| Bob Seger \| The Bob Seger Collection \| – \| \| 11. Juni 1979 – 22. Juli 1979 6 Wochen \| 6 \| Rickie Lee Jones \| Rickie Lee Jones \| – \| \| 23. Juli 1979 – 5. August 1979 2 Wochen (insgesamt 6) \| 6 \| Electric Light Orchestra \| Discovery \| – \| \| 6. August 1979 – 12. August 1979 1 Woche \| 1 \| Leo Sayer \| The Very Best of Leo Sayer \| – \| \| 11. August 1979 – 2. September 1979 4 Wochen (insgesamt 6) \| 6 \| Electric Light Orchestra \| Discovery \| – \| \| 3. September 1979 – 16. September 1979 2 Wochen (insgesamt 4) \| 4 \| The Knack \| Get the Knack \| – \| \| 17. September 1979 – 23. September 1979 1 Woche (insgesamt 6) \| 6 \| Electric Light Orchestra \| Discovery \| – \| \| 24. September 1979 – 7. Oktober 1979 2 Wochen (insgesamt 4) \| 4 \| The Knack \| Get the Knack \| – \| \| 8. Oktober 1979 – 21. Oktober 1979 2 Wochen \| 2 \| Bob Dylan \| Slow Train Coming \| – \| \| 22. Oktober 1979 – 11. November 1979 3 Wochen \| 3 \| Eagles \| The Long Run \| – \| \| 12. November 1979 – 16. Dezember 1979 5 Wochen \| 5 \| Rod Stewart \| The Long Run \| – \| \| 17. Dezember 1979 – 6. Januar 1980 3 Wochen \| 3 \| Bee Gees \| Bee Gees Greatest \| – \| |                                          |                                          |                                          |                           |
| ← 1978 |                                          |                                          |                                          | → 1980 →                  |
| Zeitraum | Wo. ges.                                 | Interpret                                | Titel                                    | Zusätzliche Informationen |
| (Zeitraum, Wochen auf Platz eins, Interpret, Titel, zusätzliche Informationen) |                                          |                                          |                                          |                           |
| 25. Dezember 1978 – 28. Januar 1979 5 Wochen | 5                                        | Billy Joel                               | 52nd Street                              | –                         |
| 29. Januar 1979 – 11. März 1979 6 Wochen | 6                                        | Rod Stewart                              | Blondes Have More Fun                    | –                         |
| 12. März 1979 – 15. April 1979 5 Wochen | 5                                        | Bee Gees                                 | Spirits Having Flown                     | –                         |
| 16. April 1979 – 27. Mai 1979 6 Wochen | 6                                        | Supertramp                               | Breakfast in America                     | –                         |
| 28. Mai 1979 – 10. Juni 1979 2 Wochen | 2                                        | Bob Seger                                | The Bob Seger Collection                 | –                         |
| 11. Juni 1979 – 22. Juli 1979 6 Wochen | 6                                        | Rickie Lee Jones                         | Rickie Lee Jones                         | –                         |
| 23. Juli 1979 – 5. August 1979 2 Wochen (insgesamt 6) | 6                                        | Electric Light Orchestra                 | Discovery                                | –                         |
| 6. August 1979 – 12. August 1979 1 Woche | 1                                        | Leo Sayer                                | The Very Best of Leo Sayer               | –                         |
| 11. August 1979 – 2. September 1979 4 Wochen (insgesamt 6) | 6                                        | Electric Light Orchestra                 | Discovery                                | –                         |
| 3. September 1979 – 16. September 1979 2 Wochen (insgesamt 4) | 4                                        | The Knack                                | Get the Knack                            | –                         |
| 17. September 1979 – 23. September 1979 1 Woche (insgesamt 6) | 6                                        | Electric Light Orchestra                 | Discovery                                | –                         |
| 24. September 1979 – 7. Oktober 1979 2 Wochen (insgesamt 4) | 4                                        | The Knack                                | Get the Knack                            | –                         |
| 8. Oktober 1979 – 21. Oktober 1979 2 Wochen | 2                                        | Bob Dylan                                | Slow Train Coming                        | –                         |
| 22. Oktober 1979 – 11. November 1979 3 Wochen | 3                                        | Eagles                                   | The Long Run                             | –                         |
| 12. November 1979 – 16. Dezember 1979 5 Wochen | 5                                        | Rod Stewart                              | The Long Run                             | –                         |
| 17. Dezember 1979 – 6. Januar 1980 3 Wochen | 3                                        | Bee Gees                                 | Bee Gees Greatest                        | –                         |